# Ray Park

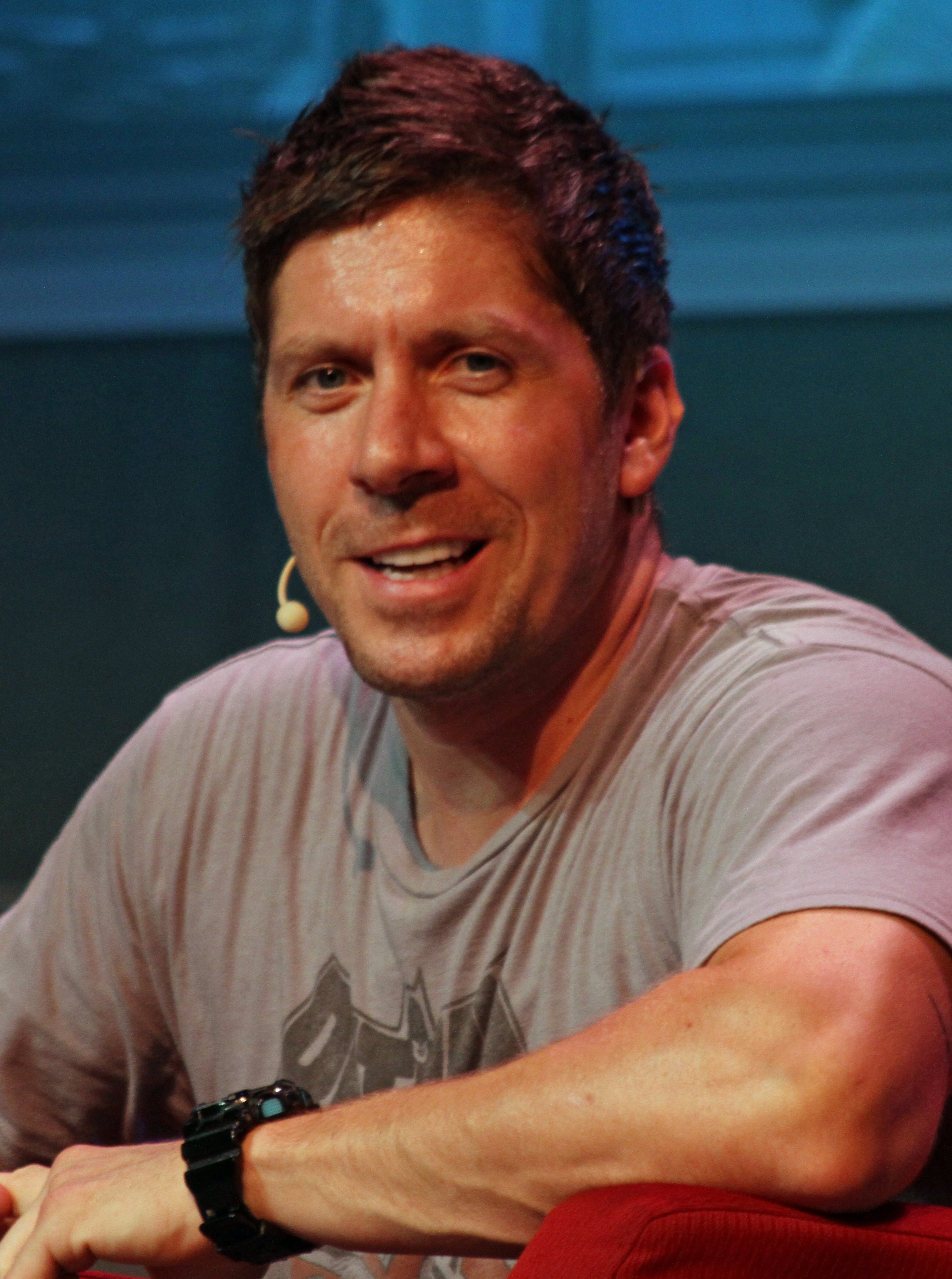
Ray Park im Juni 2011

Raymond „Ray“ Park (* 23. August 1974 in Glasgow, Schottland) ist ein britischer Stuntman und Schauspieler. Bekannt wurde er durch seine Rolle als Darth Maul in Star Wars: Episode I – Die dunkle Bedrohung.

## Früheres Leben
Ray Park wurde in der schottischen Stadt Glasgow geboren und zog im Alter von sechs Jahren mit seiner Familie nach London. Er ist der ältere von zwei Brüdern.
Bereits im frühen Kindesalter wurde Park von seinem Vater, einem begeisterten Bruce-Lee-Fan, in die Welt der Kampfkünste eingeführt und begann im Alter von sieben Jahren chinesisches „Northern Shaolin Kung Fu“ zu praktizieren. Mit vierzehn Jahren übte er sich zusätzlich auch im Wushu und Kickboxen. Mit sechzehn gewann Park den Titel Great Britain’s Martial Arts National Championship seiner Altersgruppe. Anschließend reiste er nach Malaysia, um seine Fähigkeiten professionell zu verbessern. Er nahm an verschiedenen Kampfsportwettbewerben weltweit teil und gewann mehrere Auszeichnungen, bevor er in den späten 1990er Jahren im Filmgeschäft tätig wurde.

## Filmkarriere
Er begann seine Filmkarriere als Stuntman und doubelte 1997 in Mortal Kombat 2 die Schauspieler Robin Shou und James Remar. Des Weiteren stellte er in Cameo-Auftritten ein paar der im Film auftauchenden Ungeheuer dar, wobei es sich jedoch um stumme Rollen handelte und Park somit nicht zum Sprechen kam.
1999 verkörperte Park in George Lucas’ Star Wars: Episode I – Die dunkle Bedrohung den Zabrak und Sith-Lord Darth Maul. Hierfür wurde er von dem Stunt-Koordinator Nick Gillard zusätzlich im Schwertkampf ausgebildet. Weil seine eigene Stimme aufgrund des starken schottischen Akzents den Produzenten als nicht geeignet erschien, wurden die wenigen Sätze, welche Park im Film sprach, von dem Schauspieler Peter Serafinowicz nachsynchronisiert. In Anlehnung an seine Rolle in Star Wars hatte Park zudem 2009 in der Komödie Fanboys einen Cameo-Auftritt als Sicherheitsmann auf der Skywalker Ranch, welcher mit den Worten „Time for you to get mauled, Boy“ zwei Schlagstöcke zieht. Park kehrte 2018 für Solo: A Star Wars Story in die Rolle Mauls zurück.
Ebenfalls 1999 wirkte Park in Tim Burtons Sleepy Hollow mit, wo er als „Fight Double“ für Christopher Walken agierte. Park trat in der Szene auf, in welcher der Kopflose Reiter eine Familie und noch weitere Anwohner des Ortes ermordet. Im Jahr 2000 verkörperte der gebürtige Schotte in Bryan Singers erstem X-Men-Film den Frosch-artigen Mutanten Toad in seiner ersten eigenständigen Sprechrolle. 2002 war er in Ballistic an der Seite von Antonio Banderas und Lucy Liu zu sehen.
2008 war Park Teil des Motion-Capture-Teams für das James-Bond-Videospiel Ein Quantum Trost. 2009 spielte Park in G.I. Joe – Geheimauftrag Cobra die Rolle des Snake Eye, wobei es sich jedoch erneut um eine stumme und vermummte Rolle handelte. Im selben Jahr war er zudem in der Fernsehserie Heroes als wiederkehrender Charakter Edgar zu sehen. 2013 trat Park in G.I. Joe – Die Abrechnung erneut in seiner Rolle als Snake Eye auf.
Park ist verheiratet und Vater von zwei Kindern.

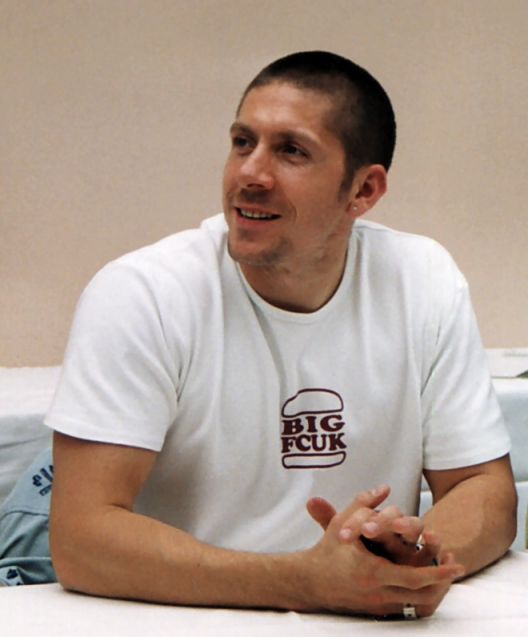
Ray Park auf der FedCon XI in Bonn, 2003.

## Filmografie (Auswahl)
- 1997: Mortal Kombat 2 – Annihilation (Mortal Kombat: Annihilation)
- 1999: Star Wars: Episode I – Die dunkle Bedrohung (Star Wars: Episode I – The Phantom Menace)
- 1999: Sleepy Hollow
- 2000: X-Men
- 2002: Ballistic (Ballistic: Ecks vs. Sever)
- 2005: Potheads: The Movie
- 2006: Slayer (Fernsehfilm)
- 2007: What We Do Is Secret
- 2007: The Legend of Bruce Lee
- 2009: Fanboys
- 2009: G.I. Joe – Geheimauftrag Cobra (G.I. Joe: The Rise of Cobra)
- 2009: Heroes (Fernsehserie)
- 2009: Hellbinders
- 2010: The King of Fighters
- 2010: Nikita (Fernsehserie) 1x18, Into the Dark
- 2013: G.I. Joe – Die Abrechnung (G.I. Joe: Retaliation)
- 2014: Jinn
- 2018: Solo: A Star Wars Story